# 加藤雅治
加藤 雅治（かとう まさはる、1950年6月 - 2020年11月23日）は、日本の金属工学者。東京工業大学名誉教授。日本製鉄顧問。元日本金属学会会長。元日本鉄鋼協会会長。

## 人物・経歴
兵庫県神戸市生まれ。1969年開成高等学校卒業。1973年東京工業大学理学部物理学科卒業。森勉に師事し、1975年東京工業大学大学院金属工学専攻修士課程修了。1978年東京工業大学大学院金属工学専攻博士課程修了、工学博士、ノースウェスタン大学博士研究員。1979年ミシガン州立大学助教授。1983年東京工業大学助教授。1995年東京工業大学教授。2009年公益社団法人日本金属学会会長。2014年一般社団法人日本鉄鋼協会会長。2016年東京工業大学名誉教授、新日鐵住金株式会社顧問。2018年公益財団法人本多記念会副理事長。2019年日本製鉄株式会社顧問。2020年11月23日死去。叙正四位、瑞宝中綬章追贈。

## 著書
- 『解いてわかる材料工学1：材料創製プロセス』（永田和宏と共編）丸善 1997年
- 『解いてわかる材料工学2：材料の組織と強度』（永田和宏と共編）丸善 1997年
- 『入門転位論』裳華房 1999年
- 『材料強度学』（熊井真次, 尾中晋と共著）朝倉書店 1999年

## 受賞
- 1982年 ミシガン州立大学The Teacher-Scholar Award[1]
- 1991年 日本金属学会功績賞[1]
- 1991年 日本金属学会論文賞（組織部門）[1]
- 1993年 日本鉄鋼協会西山記念賞[1]
- 1996年 日本鉄鋼協会俵論文賞[1]
- 1999年 全日本理工科学生柔道連盟感謝状[1]
- 2003年 日本金属学会論文賞（組織部門）[1]
- 2007年 日本金属学会論文賞（まてりあ論文部門）[1]
- 2009年 日本金属学会谷川・ハリス賞[1]
- 2010年 日本金属学会金属組織写真最優秀賞[1]
- 2011年 日本金属学会まてりあ啓発・教育賞[1]
- 2014年 日本金属学会本多記念講演者[1]
- 2017年 日本金属学会賞[3]
- 2020年 日本鉄鋼協会西山賞[7]